# Alkonost (folklor)

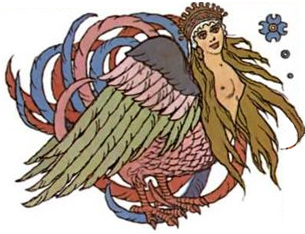
Alkonost, mal. Iwan Bilibin

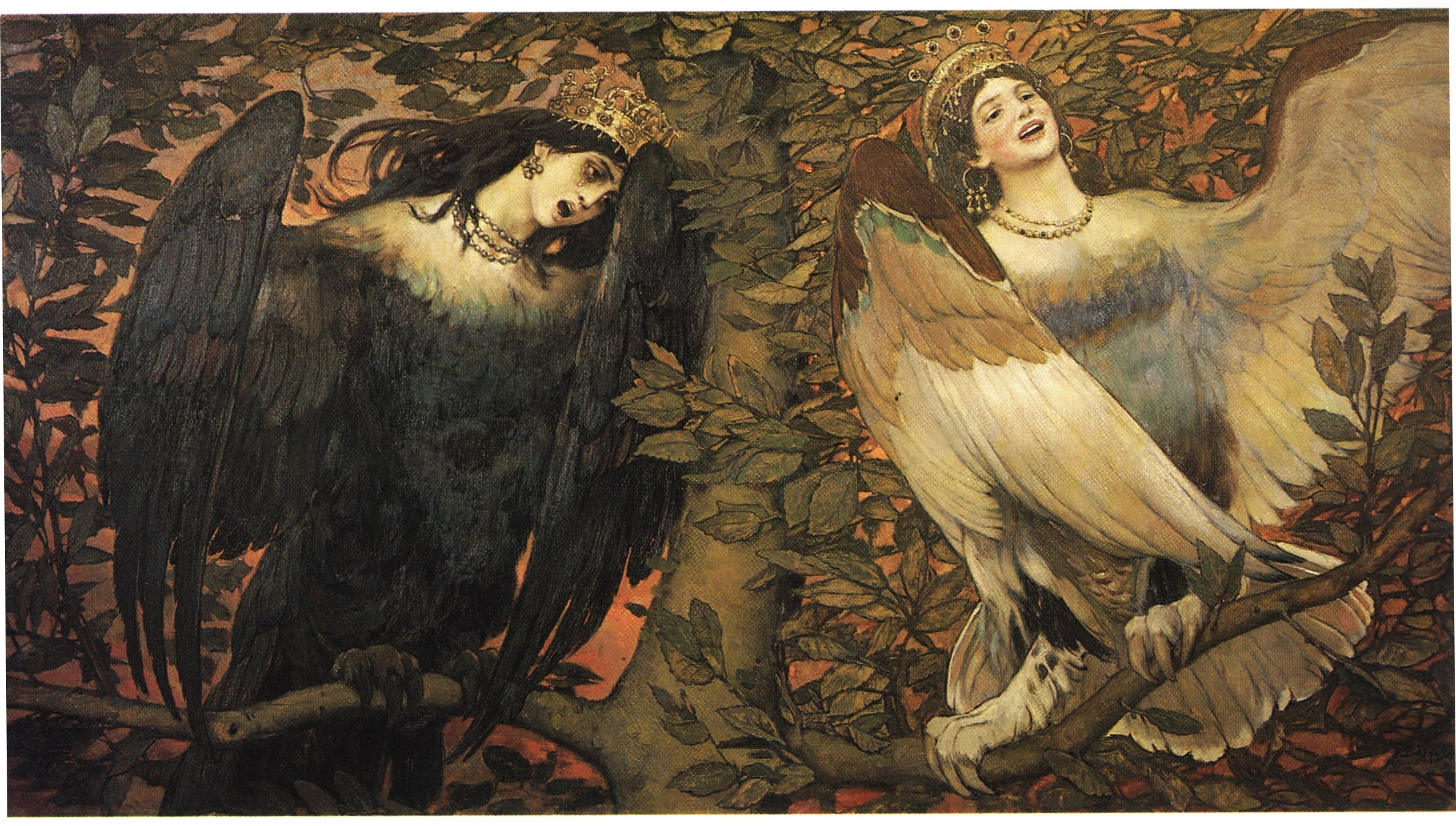
Sirin (po lewej) i Alkonost (po prawej). Ptaki radości i smutku, mal. Wiktor Wasniecow, 1896

Alkonost – w mitologii, folklorze rosyjskim, stworzenie o ciele ptaka i głowie pięknej kobiety. Charakteryzuje je niezwykły głos, który sprawia, że zasłyszany raz, staje się jedyną rzeczą, której pragnie się słuchać. Bywa mylona z Siriną, kolejną z postaci ludowych podań rosyjskich, mieszkanką podziemnego świata.
Alkonost składa jaja na plaży i turla je w kierunku morza. Kiedy jaja pękają, zrywa się ogromna burza, a morze staje się nieposkromione.
Imię Alkonost pochodzi od greckiej bogini Alcyone, przemienionej w zimorodka.